# 松绷
松绷，藏文gsung 'bum的音译，意译为“文集”，指西藏與蒙古喇嘛佛教著作的文集。寧瑪派、噶舉派、薩迦派、格魯派與苯教的上師都有文集，總數超過三百家，篇幅在一千秩(包或函)以上。松绷並不被收錄在藏文大藏經中，與從印度翻譯過來的佛教著作被收錄在藏文大藏經中不同。
文集的內容包括對印度著作的註解，以及關於認識論、儀軌和禪修的文章。